# Kneset
Kneset je izraelski parlament, nalazi se u Jeruzalemu. Sastoji se od 120 članova izabranih u 4-godišnji mandat, no povijest pokazuje da predstavnici rijetko dožive kraj mandata (česti su prijevremeni izbori). Prvi saziv je izabran 14. veljače 1949. godine, a trenutno zasjeda 25. saziv.

## Raspodjela mandata
Sljedeće stranke imaju mandate u Knesetu poslije izbora održanih 10. veljače 2009.:
| Stranke                                   | Mandat 2006 | Mandat 2009 |
| ----------------------------------------- | ----------- | ----------- |
| Kadima (centar)                           | 29          | 28          |
| Likud (desnica)                           | 12          | 27          |
| Yisrael Beiteinu (nacionalistička)        | 11          | 15          |
| Radnička stranka Izraela (ljevica)        | 19          | 13          |
| Shas (ortodoksna)                         | 12          | 11          |
| Torah (ultraortodoksna)                   | 6           | 5           |
| Nacionalna Unija (nacionalistička)        | 4           | 4           |
| Gil (Stranka umirovljenika)               | 7           | 0           |
| Hadash (arapsko-židovski mirovni pokret)  | 3           | 4           |
| Ujedinjena arapska lista                  | 4           | 4           |
| Židovski dom (religiozno nacionalistička) | 5           | 3           |
| Meretz (ljevica)                          | 5           | 3           |
| Balad (arapsko nacionalistička)           | 3           | 3           |
| Ukupno                                    | 120         | 120         |

## Koalicijske vlade

### Izbori 2009.
Benjamin Netaniahu predsjednik Likuda, najveće konzervativne političke stranke u Izraelu, dobio je 20. veljače 2009. nalog od predsjednika Shimona Peresa da osnuje vladu. Yisrael Beitenu se priključuje koalicijskoj vladi 16. ožujka, a zatim Shas 22. ožujka i na kraju u vladu ulazi i Radnička stranka Izraela 22. ožujka. Kvorum je postignut jer je nova koalicijska vlada imala 66 od 120 mandata. Za vladu je glasovalo 69 poslanika i Benjamin Netaniahu postaje premijer, Ehud Barak ministar obrane a Avigdor Lieberman ministar vanjskih poslova.

### Izbori 2006.
Kadima, Shas, Radnička stranka i Gil osnivaju 4. svibnja 2006. koalicijsku vladu koja je imala podršku 66 poslanika. Krajem te iste godine ponuđeno je i stranci Yisrael Beytenu da uđe u Kneset, unatoč protestima Radničke stranke.

## Vanjske poveznice
- službene Internet stranice (na hebrejskom)
- službene Internet stranice (na engleskom jeziku)
- stranke u Knesetu
- Manjine u Izraelskom parlamentu  Arhivirana inačica izvorne stranice od 4. svibnja 2006. (Wayback Machine)
- Jerusalem Photo Archive - Kneset